# Denice K.
Denice K. (18 d'abril del 1986) és una actriu pornogràfica i productora danesa. És la fundadora i propietària de "DK Production", una companyia de producció pornogràfica danesa. Ella també treballa com radio-locutora en el programa de radio Ana i els gossos rodamón, ara sense Ana a l'emisora ANR (Aalborg Nærradio).

## Premis
- 2008 Premi XRCO nominee - Unsung Siren[7]
- 2010 Premi AVN nominee – Best Group Sex Scene - Ben Dover's Busty Babes[8]